# دانيال مارتن دياز
دانيال مارتن دياز (بالإنجليزية: Daniel Martin Diaz)‏ هو رسام وفنان أمريكي، ولد في 12 فبراير 1967 في توسان في الولايات المتحدة.